# Ebbendwerghoningeter
De ebbendwerghoningeter (Myzomela pammelaena) is een zangvogel uit de familie Meliphagidae (honingeters).

## Verspreiding en leefgebied
Deze soort is endemisch op de Bismarckarchipel en telt vijf ondersoorten:
- M. p. ernstmayri: de eilandjes ten westen van de Admiraliteitseilanden.
- M. p. pammelaena: Admiraliteitseilanden.
- M. p. hades: Sint-Matthias-eilanden.
- M. p. ramsayi: Tingwoneilandengroep en de eilandjes nabij Nieuw-Ierland en Lavongai.
- M. p. nigerrima: de eilandjes nabij NO-Nieuw-Guinea.

## Status
De grootte van de populatie is niet gekwantificeerd maar de soort wordt omschreven als zeer algemeen. Op de Rode lijst van de IUCN heeft deze soort de status niet bedreigd.